# Irish moiled
L'irish moiled est une race bovine irlandaise.

## Origine
Elle est la seule race originaire d'Irlande du nord et son nom provient de la langue irlandaise moile ou maol, signifiant dôme ; il se rapporte à la protubérance osseuse au sommet du crâne qui porte les cornes chez les autres races. Des crânes de bovins sans cornes datant du VIIe siècle après J.-C. ont été retrouvés. La ressemblance de la race avec des races scandinaves (télémark, nordland ou fjall) incite à penser qu'elle est arrivée en Irlande avec les Vikings.
Au début du XIXe siècle, elle était représentée dans toute l'Irlande, bien qu'omniprésente surtout en Ulster. Par la suite, elle a été croisée avec des races spécifiques plus productives, que ce soit pour la viande ou le lait ou tout simplement remplacée par ces races. L'effectif a connu son minimum à la fin des années 1970 avec 30 vaches et 2 taureaux. En 1979, la race a été déclarée en danger par le « rare breeds survival trust » et une prise de conscience a permis de refaire remonter la population.
Elle a été reconnue race en 1926.

## Morphologie

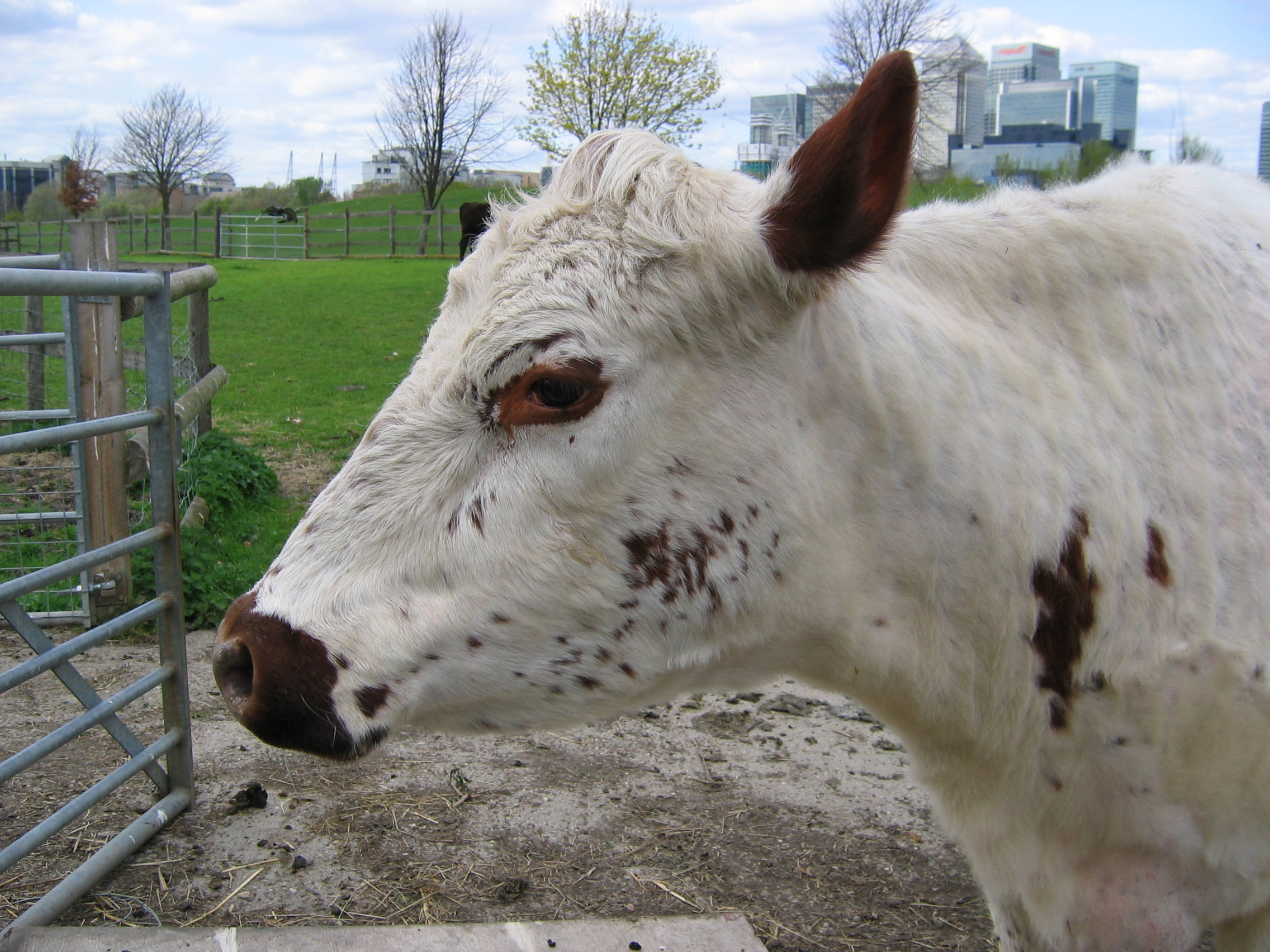
Tête d'irish moiled.

Elle porte une robe blanche avec des taches plus ou moins étendues mal délimitées sur les flancs et les joues. Les oreilles et le muffle sont aussi rouges. Chez tous les sujets, la ligne dorsale, le ventre, la face interne des pattes et la queue sont blancs. Les individus peuvent aller du presque quasi blanc au rouge foncé très couvrant, la ligne dorsale et le dos étant réduits à un mince filet.
C'est une race naturellement sans cornes et de taille moyenne, la vache pesant en moyenne 650 kg.

## Aptitudes
C'est une race mixte. La vache produit du lait jusqu'à 5 000 kg de lait par lactation. Cette race est souvent utilisée en vache allaitante. Le lait permet au veau une croissance rapide. Les génisses sont parfois gardées pour reconstituer la population faible et les taurillons sont engraissés. Ils donnent une viande persillée, tendre et savoureuse.
C'est une race docile, aisée à manipuler et à traire. Elle possède une panse extensible qui lui permet d'ingérer une grande quantité de végétaux de médiocre qualité fourragère. Elle est donc une race efficace en zone pauvre.